# سفيلاند

سفيلاند

سفيلاند، (بالإنجليزية: Svealand)‏، سفيلاند هي المنطقة الوسطى في السويد، وتتألف من المحافظات التاريخية التالية: دالارنا، نارك، سودرمانلاند، أوبلاند، فارملاند، فاستمانلاند.

## وصلات خارجية
1. ↑  "Folkmängd i landskapen den 31 december 2016". إحصاءات السويد.
2. ↑  "معلومات عن سفيلاند على موقع bigenc.ru". bigenc.ru. مؤرشف من الأصل في 2020-08-19.
3. ↑  "معلومات عن سفيلاند على موقع ne.se". ne.se. مؤرشف من الأصل في 2020-08-18.
4. ↑  "معلومات عن سفيلاند على موقع openstreetmap.org". openstreetmap.org. مؤرشف من الأصل في 2020-08-19.

- بوابة السويد الرسمية
- حكومة السويد
- برلمان السويد
- الموقع الرسمي للقصر الملكي

لم يتم العثور على روابط لمواقع التواصل الاجتماعي.